# Ladislav Prokop Procházka

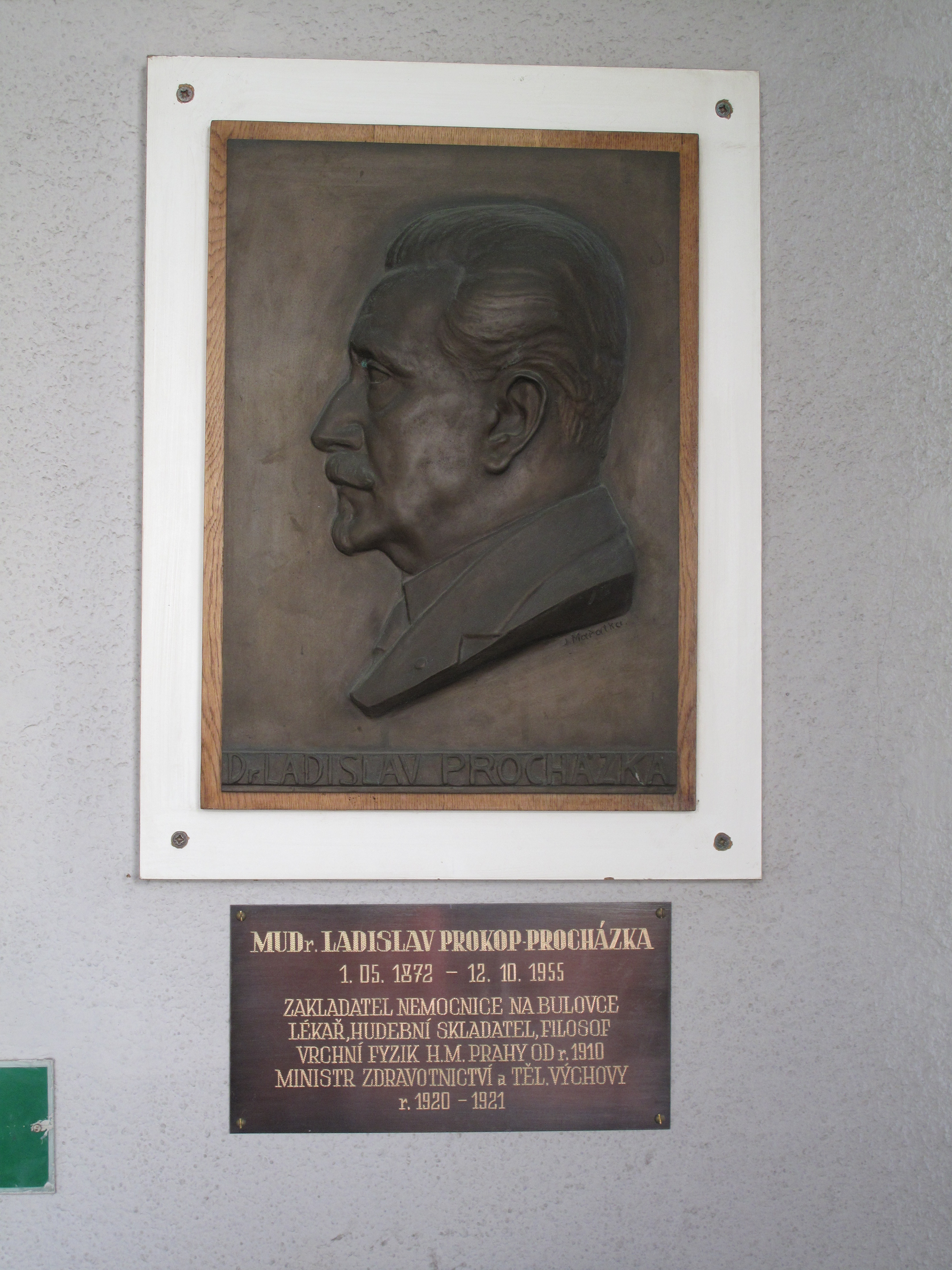
Pamětní deska s Mařatkovým reliéfem v Nemocnici Na Bulovce

Ladislav Prokop Procházka, hudební pseudonym Ladislav Prokop (1. května 1872 Litomyšl – 12. října 1955 Praha), byl český lékař, politik, hudební skladatel a spisovatel.

## Život
Vystudoval Lékařskou fakultu Univerzity Karlovy v Praze. Po promoci v roce 1896 pokračoval ve studiu ve Vídni. Jeho celoživotním zaměřením se stalo sociální lékařství, prevence a hygiena.
V roce 1902 se stal městským okresním dětským lékařem Praze a v letech 1909–1935 pracoval jako pražský městský fyzik, dnes bychom řekli jako hlavní pražský hygienik. Za první světové války vedl úspěšný boj s epidemickými chorobami zavlečenými do Prahy válečnými uprchlíky.
Hned po vzniku republiky, spolu s PhDr. Alicí Masarykovou, pracoval na založení Československého červeného kříže. V první úřednické vládě v letech 1920–1921 byl ministrem zdravotnictví a tělesné výchovy a zároveň byl pověřen vedením ministerstva zásobování. Zastupoval Československou republiku u Mezinárodního hygienického úřadu v Paříži, kde spolupracoval na přípravě mezinárodních smluv o epidemických chorobách a jejich prevenci.
Jeho názory jsou dodnes neobyčejně živé. Svědčí o tom následující citát:
 Stát chudý, šetřící, by mohl stavět místo paláců prosté úřední budovy – a ušetřených pár desítek miliónů věnovat na to, aby tisíce lidí neumíralo ročně bez pomoci a zbytečně. Uznávám, že je třeba šetřit státními penězi, ale žádal bych, aby se také šetřilo lidskými životy, které mají dle staré pověry také cenu… Vidím palácovou horečku u okresů a větších obcí: staví se okresní domy, domy „sociální péče“ s pochybným určením a upotřebením, staví se za desetimilióny paláce pro nemocenské pokladny. Všechny tyto věci mohly trochu počkat; je důležitější postavit nemocnici než okresní dům s hospodou a tanečním sálem; je důležitější starat se o zdokonalení léčení a věnovati na ně peníze, než je vrazit do palácové úřadovny nemocenské pokladny.
MUDr. Ladislav Prokop Procházka, 1927
V dějinách Prahy má nezastupitelné místo, neboť z jeho iniciativy a podle projektu, na kterém pracoval s profesorem MUDr. Karlem Hynkem, byla v letech 1925–1931 vybudována Veřejná všeobecná nemocnice Na Bulovce. Zasloužil se rovněž o vznik pražské ošetřovatelské školy.
Podobně bohatá je i jeho činnost v oblasti kulturní a společenské. Oženil se s dcerou novináře a politika Julia Grégra a nějaký čas byl členem vedení prestižního deníku Národní listy. Přátelil se sochařem Františkem Bílkem (jejich vily sousedily) a spolu s ním pracoval na návrhu sociálního dělnického bydlení. Byl důvěrným přítelem spisovatele Karla Čapka a zúčastňoval se schůzek tzv. Pátečníků. Na vyzvání Čapka a Ferdinanda Peroutky přispěl svou statí do ankety časopisu Přítomnost, kterou zahájil Karel Čapek svým článkem „Proč nejsem komunistou“. Vznikl tak v letech 1924 až 1925 soubor jedenácti úvah o komunismu, komunistických slibech, o existenci Sovětského svazu, ale také o tom, co znamená být demokratem a o rizikách, které svoboda přináší. Do této ankety kromě Procházky přispěli František Langer, Fráňa Šrámek, Josef Kopta, Josef Čapek, Jan Herben, Jaroslav Kallab, Jaroslav Kříženecký, Richard Weiner a Ferdinand Peroutka. Ten také anketu uzavřel shrnující statí „O praporu rudém a šedivém.“ Není proto divu, že po únoru 1948 upadlo jméno Ladislava Prokopa Procházky v zapomenutí.
Byl znamenitý klavírista a houslista. Ve skladbě byl žákem Vítězslava Nováka, u nějž studoval v letech 1900–1903. Na Procházkovu tvorbu měl nezanedbatelný vliv také Antonín Dvořák. Jeho skladby uváděla Česká filharmonie a opery byl hrány jak v Národním, tak ve Vinohradském divadle.
Byl autorem článků v odborném i denním tisku, ale i ucelených monografií. V pozůstalosti se ukázalo, že se pokoušel i o beletrii. Jeho literární pozůstalost obsahující korespondenci s Františkem Bílkem, Karlem Čapkem, povídky, romány, odborné lékařské články a paměti je uložena v Památníku národního písemnictví. Na budově Nemocnice Na Bulovce mu byla odhalena pamětní deska, kterou vytvořil sochař Josef Mařatka.
Jeho dcera Milena (1900–1965) byla manželkou novináře Ivana Herbena.

## Dílo

### Opery
- Sen lesa (Národní divadlo 7. 6. 1907)
- Otázka (Divadlo na Vinohradech 29. 1. 1910)

### Orchestrální skladby
- Ve stínu lipy (3 symfonické básně podle Svatopluka Čecha, 1905)
- Osud (ouvertura, 1908)
- Staroměstský rynk (3 symfonické obrazy pro velký orchestr, sbor a varhany, 1912)

### Komorní skladby
- Suita pro violoncello a klavír (1908)
- Smyčcový kvartet D-dur (1906)
- Klavírní kvintet g-moll: „Per aspera ad astra“ (1905)

Komponoval rovněž skladby pro sokolská cvičení a skladby se sokolskou tematikou.

### Odborné práce
- Zdravotnictví Velké Prahy. Popis, úkoly a návrh organisace, Praha 1922.
- Cestou za zdravím. ed. Mladé generace lékařů, sv. 27, 1931

### Próza
- Poslední království, Praha 1947 (ISBN 9788086062938 ISBN 8086062937)